# Zionsville
Zionsville é uma cidade  localizada no estado americano de Indiana, no Condado de Boone.

## Demografia
Segundo o censo americano de 2020, a sua população era de 30603 habitantes.

## Geografia
De acordo com o United States Census Bureau tem uma área de
15,2 km², dos quais 15,0 km² cobertos por terra e 0,2 km² cobertos por água. Zionsville localiza-se a aproximadamente 279 m acima do nível do mar.

## Localidades na vizinhança
O diagrama seguinte representa as localidades num raio de 16 km ao redor de Zionsville.